# Марко Фриго
Марко Фриго (итал. Marco Frigo; 26. јул 2000) италијански је професионални бициклиста који тренутно вози за UCI про тур тим — Израел—премијер тех.
Током јуниорске каријере возио је за Данијели 1914 Басано и Цалф—еуромобил—дезире—фиор, а освојио је једном првенство Италије у друмској вожњи за возаче до 23 године. Професионалну каријеру почео је 2020. године, током које није возио много трка због пандемије ковида 19, а Чех тур завршио је на 14 мјесту у генералном пласману. Године 2021. остварио је етапну побједу на трци Ронде де л’Изар и завршио је првенство Италије у вожњи на хронометар за возаче до 23 године на другом мјесту. Године 2022. завршио је Трофео Пива на другом мјесту и остварио је етапну побједу на трци Сиркуит дес Арденс.
Године 2023. возио је своју прву гранд тур трку — Ђиро д’Италију. На етапи 12 је био у бијегу, али није могао да прати нападе у финишу и завршио је на петом мјесту, два минута иза Ника Денца. У бијегу је био поново на етапи 15, када је пратио напад Бена Хилија, заједно са Брендоном Макналтијем, али је у спринту завршио на трећем мјесту, док је Макналти остварио прву побједу на гранд тур тркама. На етапи 18 је био у бијегу заједно са сувозачем Дереком Џијем, али је завршио на шестом мјесту, преко минут иза Филипа Цане и Тиба Пиноа. Ђиро је завршио на 32 мјесту у генералном пласману и на десетом мјесту у класификацију за најбољег младог возача.